# RFFL
RFFL (англ. Ring finger and FYVE like domain containing E3 ubiquitin protein ligase) – білок, який кодується однойменним геном, розташованим у людей на короткому плечі 17-ї хромосоми. Довжина поліпептидного ланцюга білка становить 363 амінокислот, а молекулярна маса — 40 514.
| 10         |  | 20         |  | 30         |  | 40         |  | 50         |
| ---------- |  | ---------- |  | ---------- |  | ---------- |  | ---------- |
| MWATCCNWFC |  | LDGQPEEVPP |  | PQGARMQAYS |  | NPGYSSFPSP |  | TGLEPSCKSC |
| GAHFANTARK |  | QTCLDCKKNF |  | CMTCSSQVGN |  | GPRLCLLCQR |  | FRATAFQREE |
| LMKMKVKDLR |  | DYLSLHDIST |  | EMCREKEELV |  | LLVLGQQPVI |  | SQEDRTRAST |
| LSPDFPEQQA |  | FLTQPHSSMV |  | PPTSPNLPSS |  | SAQATSVPPA |  | QVQENQQANG |
| HVSQDQEEPV |  | YLESVARVPA |  | EDETQSIDSE |  | DSFVPGRRAS |  | LSDLTDLEDI |
| EGLTVRQLKE |  | ILARNFVNYK |  | GCCEKWELME |  | RVTRLYKDQK |  | GLQHLVSGAE |
| DQNGGAVPSG |  | LEENLCKICM |  | DSPIDCVLLE |  | CGHMVTCTKC |  | GKRMNECPIC |
| RQYVIRAVHV |  | FRS        |  |            |  |            |  |            |

A: Аланін

C: Цистеїн

D: Аспарагінова кислота

E: Глутамінова кислота

F: Фенілаланін

G: Гліцин

H: Гістидин

I: Ізолейцин

K: Лізин

L: Лейцин

M: Метіонін

N: Аспарагін

P: Пролін

Q: Глутамін

R: Аргінін

S: Серин

T: Треонін

V: Валін

W: Триптофан

Кодований геном білок за функціями належить до трансфераз, фосфопротеїнів. 
Задіяний у таких біологічних процесах, як апоптоз, убіквітинування білків, альтернативний сплайсинг. 
Білок має сайт для зв'язування з іонами металів, іоном цинку. 
Локалізований у клітинній мембрані, цитоплазмі, мембрані, ендосомах.